# Metatrichia stevensoni
Metatrichia stevensoni is een vliegensoort uit de familie van de venstervliegen (Scenopinidae). De wetenschappelijke naam van de soort is voor het eerst geldig gepubliceerd in 1925 door Bezzi.